# Trance Around the World
Trance Around the World (kratica TATW) je tedenska radijska oddaja, ki jo pripravljajo trance DJi Above & Beyond. 
Oddaja ima obliko dveurnega mixa. Na spletu se oddaja predvaja na radiu DI.fm.

## Redne rubrike

### Web Vote Winner
Web Vote Winner je pesem, katero izglasujejo poslušalci izmed novih pesmi zavrtenih v prejšnji oddaji. Glasovanje poteka na Internetnem forumu Anjunabeats Arhivirano 2010-01-31 na Wayback Machine..

### Record of the Week
Record of the Week je pesem izbrana s strani Above & Beyond kot njihova osebno najljbuša pesem v tej oddaji. 

### Guest Mix
Guest Mix je rubrika v kateri se vsako oddajo s svojim mixom predstavi kak gostujoči DJ.